# Magnolia tsiampacca
Magnolia tsiampacca är en magnoliaväxtart som först beskrevs av Carl von Linné, och fick sitt nu gällande namn av Richard B. Figlar och Hans Peter Nooteboom. Magnolia tsiampacca ingår i släktet Magnolia och familjen magnoliaväxter.

## Underarter
Arten delas in i följande underarter:
- M. t. mollis
- M. t. tsiampacca
- M. t. glaberrima